# ISO/IEC 20000
L'ISO/IEC 20000 è il primo standard internazionale sviluppato specificatamente per la gestione dei servizi IT (IT Service Management).
Rappresenta uno strumento di riferimento per l'organizzazione dei servizi informatici che mira al miglioramento dell'erogazione/fruizione dei servizi IT, ponendosi come obiettivo il raggiungimento della massima qualità dei servizi erogati e un massimo contenimento di costi.

## Storia
L'evoluzione della norma ISO/IEC 20000 è abbastanza recente e parte con la pubblicazione della DISC PD0005:1998 da parte del British Standards Institution (BSI), successivamente evoluta nella BS15000:2000 prima e quindi BS15000:2002. Quest'ultima anticipa per struttura e contenuti la ISO/IEC 20000 che viene promossa a standard internazionale attraverso una procedura di standardizzazione accelerata ("fast track") nel dicembre 2005.
Lo standard è allineato e complementare all'approccio per processi definito all'interno dell'Information Technology Infrastructure Library (ITIL) formalizzate dall'Office of Government Commerce britannico.
Il contenuto dello standard è tale comunque da poter supportare altri framework e approcci come il Microsoft Operations Framework.
Lo standard ISO 20000, attraverso le sue varie evoluzioni, ha visto una migliore armonizzazione dei processi, inglobando anche il noto paradigma Plan-Do-Check-Act (PDCA).

## Struttura

### ISO 20000-1: Specification
L'ISO 20000-1 contiene i requisiti normativi, ossia una lista di controlli a cui un'organizzazione deve (“shall/must”) essere aderente per fornire dei servizi di gestione ad una qualità accettabile per i suoi clienti e potersi certificare. È costituita dalle seguenti sezioni:
- Ambito
- Termini & definizioni
- Pianificare ed implementare la gestione dei servizi
- Requisiti per un sistema di gestione
- Pianificare ed implementare servizi nuovi o modificati
- Service Delivery Process
- Relationship Processes
- Control Processes
- Resolution Processes
- Release Process.

Le organizzazioni possono utilizzare la ISO 20000-1 a scopo certificativo.

### ISO 20000-2: Code of Practice
L'ISO 20000-2 descrive le migliori pratiche per i processi di gestione dei servizi IT presentati nell'ISO 20000-1. Contiene linee guida e suggerimenti che dovrebbero essere messi in pratica dalle organizzazioni, e risulta particolarmente utile a quelle organizzazioni che desiderano prepararsi per essere certificate ISO 20000 o pianificano miglioramenti del servizio. Comprende le medesime sezioni della parte 1 ad eccezione dei requisiti per un sistema di gestione, in quanto nessun requisito viene imposto dalla parte 2.

## Certificazioni e schemi di qualificazione
Come per la maggior parte degli standard ISO, le organizzazioni e le persone cercano una formazione per stabilire la conoscenza e l'eccellenza nell'applicazione dello standard. Lo schema di certificazione è rivolto alle organizzazioni, mentre lo schema di qualificazione è rivolto agli individui.
La qualificazione delle persone è offerta da varie organizzazioni accreditate o meno per i livelli base, esperto, auditor, lead auditor, ecc. In termini di certificazione, la ISO 20000-1 comporta l'iter identifico a tutte le altre norme di sistema.